# Vlasta Hrůzová (politička KSČ)
Vlasta Hrůzová (20. února 1917 – ???) byla česká a československá politička Komunistické strany Československa a poúnorová poslankyně Národního shromáždění ČSR.

## Biografie
K roku 1954 se profesně uvádí jako prodavačka v Dětském domě.
Ve volbách roku 1954 byla zvolena za KSČ do Národního shromáždění ve volebním obvodu Praha-město. V Národním shromáždění zasedala do konce funkčního období, tedy do voleb roku 1960.